# Enomoto Takeaki
Det här är en artikel om en person med japanskt personnamn; Enomoto är familjenamnet.
Enomoto Takeaki (japanska: 榎本 武揚), även känd som Enomoto Kamajiro, född 5 oktober 1836 i Edo, död 26 oktober 1908, var en japansk sjöofficer, statsman och samuraj. Han var befälhavare för shogunatets flotta under boshinkriget. 
Enomoto föddes år 1836 i Edo till en familj som var shogunens vasaller. År 1856 började han studera vid träningsskolan för sjöofficerare i Nagasaki, och år 1862 sändes han som utbytesstudent till Nederländerna. Han blev år 1868 vice ordförande för flottan. Under boshinkriget motsatte han sig de kejserliga styrkornas försök att beslagta örlogsfartygen, och även efter att shogunen Tokugawa Yoshinobu kapitulerat och de kvarvarande länsherrarna besegrats fortsatte han kampen från fortet Goryokaku i Hakodate. Först juni 1869 gav han upp.
Enomoto tillbringade åren efter inbördeskriget med att utveckla Hokkaido, under Kuroda Kiyotakas beskydd. År 1874 gjordes han till viceamiral och sändes till Ryssland för att förhandla fram ett avtal om Sakhalin och Kurilerna. Efter det var han diplomat vid Qinghovet och innehade flera ministerposter, som sjöförsvarsminister, kommunikationsminister (Regeringen Ito I), jordbruksminister och utbildningsminister (Regeringen Kuroda) utbildningsminister (Yamagata I) och utrikesminister (Matsukata I).